# 张一然
张一然（1908年—1984年），男，直隶（今河北）任丘人，中国京剧表演艺术家，曾任中华全国戏剧工作者协会全国委员会委员。